# Jabir Aziz Stima
Jabir Aziz Stima (ur. 1 stycznia 1989 roku w Dar es Salaam) – tanzański piłkarz występujący na pozycji pomocnika. Zawodnik klubu JKT Ruvu Stars.

## Kariera klubowa
Stima karierę rozpoczynał w 2007 roku w drużynie Ashanti United FC. W 2008 roku odszedł do zespołu Simba SC. W 2010 roku zdobył z nim mistrzostwo Tanzanii. Po tym sukcesie przeszedł do klubu Azam FC. Następnie grał w: JKT Ruvu Stars (2014-2015), Mwadui United FC (2015-2016), Ruvu Shooting FC (2016-2017), Ndanda FC (2017-2018) i African Lyon FC (2018-2019). Od 2019 ponownie gra w JKT Ruvu Stars.

## Kariera reprezentacyjna
Jabir Aziz w reprezentacji Tanzanii gra od 2008 roku. Jego największym sukcesem jest bramka w przegranym 1:5 meczu towarzyskim z Brazylią. Aziz 86. minucie pokonał Heurelho Gomesa strzałem głową po rzucie rożnym.

### Statystyki reprezentacyjne
| Reprezentacja | Rok  | Mecze | Gole |
| ------------- | ---- | ----- | ---- |
| Tanzania      | 2010 | 1     | 1    |
| Tanzania      | 2009 | 1     | 0    |
| Tanzania      | 2008 | 2     | 0    |

### Gole w reprezentacji
| #  | Data           | Miejsce                                          | Przeciwnik | Gol | Wynik | Zawody          |
| -- | -------------- | ------------------------------------------------ | ---------- | --- | ----- | --------------- |
| 1. | 7 czerwca 2010 | Stadion Benjamina Mkapy, Dar es Salaam, Tanzania | Brazylia   | 1-4 | 1-5   | Mecz towarzyski |

Ostatnia aktualizacja: 7 czerwca 2010